# Reaumur
Reaumur (° Ré, ° Re, ° R) er en temperaturskala, hvor vands frysepunkt er fastsat til 0° og kogepunktet til 80°. En ændring af temperaturen på 1°R svarer altså til en ændring på 1,25 °C. 
Skalaen blev indført af den franske videnskabsmand René-Antoine Ferchault de Réaumur i 1730 og havde først og fremmest et udbredt brug i Europa, især i Frankrig og Tyskland samt Rusland. I 1790'erne valgte man i Frankrig Celsius-skalaen fra det metriske system frem for Réaumur-skalaen. Den eneste moderne anvendelse er til måling af mælkens temperatur ved produktion af Parmigiano-Reggiano- og Grana Padano-oste i visse italienske mejerier og ved produktion af schweiziske alpe-oste. I Holland anvendes Reaumurtermometre ved kogning af sukkersirup til desserter og slik. Ligeledes anvendes skalaen ved visse mejerier i Mongoliet.[kilde mangler]
I litteraturen bliver der henvist til reaumurskalaen i værker af Dostojevskij, Tolstoj og Nabokov. Skalaen kan stadig findes på ældre termometre, som dog ikke er originale Reaumur-termometre.